# بال‌دارمهره
بال‌دارمهره (نام علمی: Pterospondylus) نام یک سرده از تیره تهی‌پیکران است.